# Boogie Oogie
Boogie Oogie (que en Colombia se conoce también como El baile de la vida o en Argentina como Eterno amor) es una telenovela brasileña producida por TV Globo que se estrenó el 4 de agosto de 2014, sustituyendo a Meu Pedacinho de Chão. 
Escrita por Rui Vilhena, con la colaboración de Joana Jorge, João Avelino, Letícia Mey, Ana Cristina Massa, Vinícius Marquez, Alice de Andrade y Maria Elisa Berredo, dirigida por André Câmara, André Barros, Pedro Peregrino, Tila Teixeira, Macau Amaral y Michel Coeli, con la dirección general de Ricardo Waddington y Gustavo Fernández sobre núcleo de Ricardo Waddington.
Protagonizada por Ísis Valverde y Marco Pigossi junto a Bianca Bin, Giulia Gam, José Loreto, Fabíula Nascimento, Joana Fomm y Pepita Rodrigues en el roles antagónicos. También cuenta con las actuaciones de Alessandra Negrini, Marco Ricca, Deborah Secco, Heloísa Périssé, Letícia Spiller, Priscila Fantin, la primera actriz Betty Faria y del primer actor Francisco Cuoco.

## Sinopsis
La historia comienza en el año 1956. Amante de Fernando, Susana sueña con el día en que él se separará de su esposa Carlota, para quedarse con ella. Pero los planes de la joven van agua abajo. El rico descubre que su mujer está embarazada y decide abandonar a Susana. Desesperada, Susana sólo piensa en la venganza. El día que su rival da a luz, ella contrata a una enfermera para cambiar la pequeña hija de la pareja por otra niña. Todo esto solo por el placer de saber que van a pasar la vida lejos de la verdadera heredera. Más de 20 años después, en 1978 Sandra, hija verdadera de Fernando y Carlota, criada por la ama de casa reprimida Beatriz y el militar Elísio. Son residentes de Copacabana, en la zona sur de Río de Janeiro, que llevan una vida sencilla. El día de la boda de Sandra y Alex, una tragedia ocurre y cambia su vida para siempre: el novio de la chica muere trágicamente. En el camino hacia la iglesia presencia un accidente de aviación y salva al piloto pero queda atrapado y una explosión lo mata, El piloto que se salva es Rafael, novio de Victoria. Inconforme, Sandra culpa a Rafael por la muerte de su ser querido. A pesar del esfuerzo por odiarlo, la chica se enamora de él y entonces viven una bonita historia de amor. Pero este amor no será fácil. Como si no bastase la disputa por el mismo hombre, Sandra y Victoria descubre que fueron intercambiadas en la sala de maternidad. A partir de entonces, la rivalidad entre los dos sólo aumenta. Otra figura que promete ser una piedra en el zapato de la protagonista es Pedro. Obsesionado con Sandra, el militar nunca ha aceptado el hecho de que ella haya optado por quedarse con Alex en el pasado. Con la muerte de su rival, él cree que tiene una oportunidad de reconquistarla. Y por eso, va a hacer lo que sea necesario. Al enterarse de que la chica tiene un nuevo amor, el oficial utilizará todas sus armas para separarla de Rafael.

## Reparto
- Ísis Valverde - Sandra Miranda Román
- Bianca Bin - Victoria Fraga
- Marco Pigossi - Rafael "Rafa" Castro de Silva
- Giulia Gam - Carlota Fraga
- Marco Ricca - Fernando Fraga
- Alessandra Negrini - Susana Magallanes Bueno
- Deborah Secco - Inés Tesheira
- Pepita Rodrigues - Delegada Ágata de Severo / El cuervo
- Betty Faria - Magdalena Fraga
- Francisco Cuoco - Vicente Navarrete dos Santos
- Heloísa Périssé - Beatriz Miranda Román
- Caco Ciocler - Paulo Fonseca
- Maria João Bastos - Diana
- Priscila Fantin - Solange Máximo
- Letícia Spiller - Hilda Antunes
- Fabíula Nascimento - Cristina "Cris" Castro de Silva
- Guilherme Fontes - Mario Castro de Silva
- Daniel Dantas - Eliseo Román
- Bruno García - Ricardo Fraga
- Alexandra Richter - Luisa Fraga
- Sandra Corveloni - Augusta Oliveira
- José Loreto - Pedro Oliveira
- Fernando Belo - Alexandre "Alex" Oliveira
- Rodrigo Simas - Roberto "Beto" Fraga
- Rita Elmôr - Leonor Mascarenhas D'Andrea
- Zezé Motta - Sebastiana Santos
- Cacá Amaral - Gilson Lima
- Ana Rosa - Zuleica Lima
- Marizabel Pacheco - Leda de Machado
- Thaís de Campos - Celia Batista de Lobato
- Gustavo Trestini - Artur Batista de Lobato
- Julia Dalavia - Alessandra Batista de Lobato
- Alice Wegmann - Daniela "Dani" Fraga
- Brenno Leone - Rodrigo Antunes
- Julia Oristanio - Priscila Barreto
- Giovanna Rispoli - Claudia Miranda Román
- José Victor Pires - Octavio Miranda Román
- João Vithor Oliveira - Sergio "Sergito" Castro de Silva
- Aline Xavier - Ivete de Souza
- Dja Marthins - Geralda Neves
- Eduardo Gaspar - Adriano Martins
- Laura Cardoso - Lucia Campos
- Osvaldo Mil - Homero Sampaio
- Caio Manhente - Felipe "Lipe" Fraga
- Eunice Braulio - Stela Nuzzi
- Renata Ricci - Vivian Porto
- Luís Navarro - Cleiton Ferreira
- Lyv Ziese - Magali Galindo
- Fabrício Boliveira - Tadeo Santos
- Junno Andrade - Amaury Sampaio
- Christiana Guinle - Marcia Campos

## Banda sonora

### Internacional
Portada: Ísis Valverde
1. A Taste of Honey - Boogie Oogie Ogie (tema de Locación: Disco)
2. Kool & the Gang - "Celebration" (tema de Daniela y Rodrigo)
3. Chic - "Dance Dance Dance (Yowsah, Yowsah, Yowsah)" (tema de Locación: Disco)
4. KC & The Sunshine Band - "That's the way (I like it)" (tema de Apertura)
5. The Trammps - Disco Inferno (tema de Claudia)
6. Anita Ward - Ring My Bell (tema de Locación: Disco)
7. Earth, Wind & Fire - "September" (tema general)
8. Barry White - Just The Way you Are (tema general)
9. Blondie - "Heart of Glass" (tema de Susana)
10. Cheryl Lynn - Got To Be Real
11. Yvonne Elliman - "If I Can't Have You" (tema de Sandra y Victoria)
12. Earth, Wind & Fire - "Fantasy" (tema de Mario e Hilda)
13. Donna Summer - "Hot Stuff" (tema de Daniela)
14. Marvin Gaye - Got To Give It Up (tema de Fernando)
15. Peter Allen - I Got To Rio (exteriores en Río de Janeiro)
16. Elton John - "Your Song" (tema de Sandra y Rafael)
17. Diana Ross - Love Hangover (tema de Diana y Paulo / Leonor y Elísio)

### Nacional Vol. 02
Portada: Bianca Bin
1. As Frenéticas - Dancin' Days (tema de Locación: Disco)
2. Novos Baianos - Acabou Chorare
3. The Commodores - "Three Times a Lady" (Tema de Victoria)
4. Lady Zu - A Noite Vai Chegar (tema de Susana)
5. Hyldon - As Dores do Mundo (tema de Sandra y Rafael)
6. Pepeu Gomes - Deusa do Amor (tema de Daniela y Rodrigo)
7. Boney M - Daddy Cool (tema de Inés)
8. Rita Lee - Coisas da Vida
9. Gal Costa - Barato Total (tema de Locación: Río de Janeiro)
10. Jorge Ben Jor - Minha Teimosia, Uma Arma pra te Conquistar (tema de Fernando)
11. Caetano Veloso - London London (tema de Paulo y Diana)
12. Barry Manilow - Mandy (tema de Octavio y Alessandra)
13. KC & The Sunshine Band - "That's the way (I like it)" (tema de Apertura)

### Música Incluida
- "Don't Go Breaking My Heart" - Elton John & Kiki Dee (tema de Magdalena)
- "You Make Me Feel (Mighty Real)" - Sylvester
- Sossego - Tim Maia (tema de Locación: Río de Janeiro)
- Afim de Voltar - Tim Maia (tema de Locación: Río de Janeiro)